# Begonia lawii
Espèce
Begonia lawii est une espèce de plantes de la famille des Begoniaceae. Ce bégonia à port érigé ou retombant, originaire de Sarawak, sur l'île de Borneo, en Asie tropicale, a été décrit en 2017.

## Description
C'est une plante vivace et monoïque. Ce bégonia au port érigé ou tombant forme des tiges de 80 cm de hauteur. Il porte des fleurs blanches attachées à même les tiges. Il présente un feuillages vert vif, allongé, légèrement asymétrique, qui forme une sorte de palme à l'extrémité des tiges d'aspect écailleux et velu.  

## Répartition géographique
Cette espèce est originaire du pays suivant : Malaisie, état du Sarawak situé en Malaisie orientale. Il est endémique de Serikin.

## Classification
Begonia lawii fait partie de la section Petermannia du genre Begonia, famille des Begoniaceae.
L'espèce a été décrite en 2017 par les botanistes Che Wei Lin et Ching I Peng. L'épithète spécifique lawii signifie « de Law ». C'est un hommage à monsieur Chi-Ka Law, un botaniste amateur qui a découvert cette plante.
Publication originale : (en) Lin et al.: Eleven new species of Begonia from Sarawak, Taiwania Vol. 62, No. 3, September 2017. DOI: 10.6165/tai.2017.62.219.